# Panorama Mountain (Alaska)
Der Panorama Mountain ist ein etwa 1761 m hoher Berg der Alaskakette in Alaska. Er befindet sich 11,5 km nordöstlich von Cantwell. Der lokale Bergname wurde 1951 vom U.S. Geological Survey (USGS) übernommen.
Der Berg befindet sich im äußersten Westen der Hayes Range, am südlichen Ende des Durchbruchstals des Nenana River. Der George Parks Highway verläuft entlang dem Fluss. Der Panorama Mountain erhebt sich 1000 m über dem Flusstal. Aufgrund der Nähe zur Fernstraße ist der Berg leicht zugänglich und kann von erfahrenen Bergsteigern innerhalb einem Tag bestiegen werden. Vom Gipfel reicht die Aussicht vom Denali im Westen bis zu den Gipfeln von Mount Hayes und Mount Deborah im Osten.